# Lista de vereadores de Quissamã
Esta é a lista de vereadores de Quissamã, município brasileiro do estado do Rio de Janeiro.
A Câmara Municipal de Quissamã é formada por nove representantes. Nas eleições de 2020 foi alterado para onze representantes.

## Legislatura de 2021–2024
Estes são os vereadores eleitos nas eleições de 15 de novembro de 2020, pelo período de 1° de janeiro de 2021 a 31 de dezembro de 2024:
| Mesa Diretora (2021-2022)         |                       |                        |                           |
| Nome                              | Início do mandato     | Fim do mandato         | Cargo                     |
| Márcio Oliveira Pessanha (MDB)    | 1º de janeiro de 2021 | 31 de dezembro de 2022 | Presidente da Câmara      |
| Adeilson Lopes Carneiro (PP)      | 1º de janeiro de 2021 | 31 de dezembro de 2022 | Vice-presidente da Câmara |
| Leone Cordeiro da Conceição (MDB) | 1º de janeiro de 2021 | 31 de dezembro de 2022 | 1º Secretário             |
| Cássio Marins Reis (MDB)          | 1º de janeiro de 2021 | 31 de dezembro de 2022 | 2º Secretário             |

|    | Nome                                                                         | Partido                                | Votos | %    | Observações                                           |
| -- | ---------------------------------------------------------------------------- | -------------------------------------- | ----- | ---- | ----------------------------------------------------- |
| 1  | Márcio Oliveira Pessanha, Marcinho Pessanha (2021-2022) (Macaé, 26.12.1979–) | Movimento Democrático Brasileiro (MDB) | 803   | 5,31 | 1º mandato                                            |
| 2  | Simone Flores Soares de Oliveira Barros (Rio de Janeiro, 30.01.1978–)        | Democratas (DEM)                       | 656   | 4,34 | 1º mandato                                            |
| 3  | Alexandra Moreira Carvalho Gomes (Rio de Janeiro, 10.06.1974–)               | Partido Social Cristão (PSC)           | 598   | 3,95 | 2º mandato                                            |
| 4  | Cássio Marins Reis (Quissamã, 24.07.1990–)                                   | Movimento Democrático Brasileiro (MDB) | 492   | 3,25 | 2º mandato                                            |
| 5  | Fábio Castro da Costa, Fabinho Mecânico (Duque de Caxias, 27.03.1975–)       | REPUBLICANOS                           | 486   | 3,21 | 1º mandato                                            |
| 6  | Rildo Barcelos Sobrinho (Quissamã, 04.12.1961–)                              | Partido Social Cristão (PSC)           | 472   | 3,12 | 1º mandato                                            |
| 7  | Jocemar de Souza Batista, Mazinho Batista (Macaé, 06.11.1970–)               | REPUBLICANOS                           | 425   | 2,81 | 1º mandato                                            |
| 8  | Aílson Belarmindo Barreto (Quissamã, 18.07.1971–)                            | Democratas (DEM)                       | 408   | 2,70 | 1º mandato                                            |
| 9  | Leone Cordeiro da Conceição (Quissamã, 16.11.1985–)                          | Movimento Democrático Brasileiro (MDB) | 387   | 2,56 | 1º mandato                                            |
| 10 | Janderson Barreto Chagas (Campos dos Goytacazes, 30.10.1972–)                | Democratas (DEM)                       | 383   | 2,53 | 1º mandato                                            |
| 11 | Adeilson Lopes Carneiro, Lopinho (São José da Safira, 26.05.1973–)           | Progressistas (PP)                     | 255   | 1,69 | 1º mandato Licenciado como Secretário mun. de Governo |
| –  | José Maurício Alves Dionísio, Buguinho do Carmo (Quissamã, 30.08.1983–)      | Progressistas (PP)                     | 153   | 1,01 | 1º mandato No lugar de Lopinho                        |

## Legislatura de 2017–2020
Estes são os vereadores eleitos nas eleições de 2 de outubro de 2016, pelo período de 1° de janeiro de 2017 a 31 de dezembro de 2020:
|   | Nome                                                                        | Partido                                            | Votos | %    | Observações |
| - | --------------------------------------------------------------------------- | -------------------------------------------------- | ----- | ---- | ----------- |
| 1 | Alexandra Moreira Carvalho Gomes (Rio de Janeiro, 10.06.1974–)              | Partido Social Cristão (PSC)                       | 792   | 5,35 | 1º mandato  |
| 2 | Luciano Pessanha (2017-2020) (Macaé, 13.09.1981–)                           | Partido Republicano Brasileiro (PRB)               | 700   | 4,73 | 1º mandato  |
| 3 | Marcos da Silva Moreira, Marquinhos Marikita (Quissamã, 17.11.1967–)        | Democratas (DEM)                                   | 591   | 3,99 | 1º mandato  |
| 4 | Carlos Alberto de Souza Leite, Calico (Quissamã, 19.12.1963–)               | Partido Republicano Brasileiro (PRB)               | 573   | 3,87 | 1º mandato  |
| 5 | José Borba Pessanha (Macaé, 24.11.1957–)                                    | Partido do Movimento Democrático Brasileiro (PMDB) | 510   | 3,44 | 1º mandato  |
| 6 | Alexandre de Souza Santos, Xande Moreno (Quissamã, 03.03.1969–)             | Partido da Social Democracia Brasileira (PSDB)     | 403   | 2,72 | 1º mandato  |
| – | Cássio Marins Reis (Quissamã, 24.07.1990–)                                  | Partido Humanista da Solidariedade (PHS)           | 396   | 2,67 | 1º mandato  |
| 7 | Luiz Carlos Cordeiro dos Reis, de Acil (Quissamã, 30.06.1963–)              | Solidariedade (SD)                                 | 393   | 2,65 | 1º mandato  |
| 8 | Leonardo da Silva Serra, Léo da Sis (Quissamã, 30.07.1976–)                 | Partido da Mulher Brasileira (PMB)                 | 354   | 2,39 | 1º mandato  |
| 9 | Francisco Xavier da Conceição Filho, Chiquinho Arué (Quissamã, 09.07.1961–) | Partido da Social Democracia Brasileira (PSDB)     | 330   | 2,23 | 1º mandato  |
| – | Leone Cordeiro da Conceição (Quissamã, 17.11.1985–)                         | Partido Trabalhista Nacional (PTN)                 | 322   | 2,17 | 1º mandato  |

## Legenda
| Cor  | Significado          |
| Bege | Presidente da Câmara |
| Azul | Suplente             |